# Dorfkirche Belitz

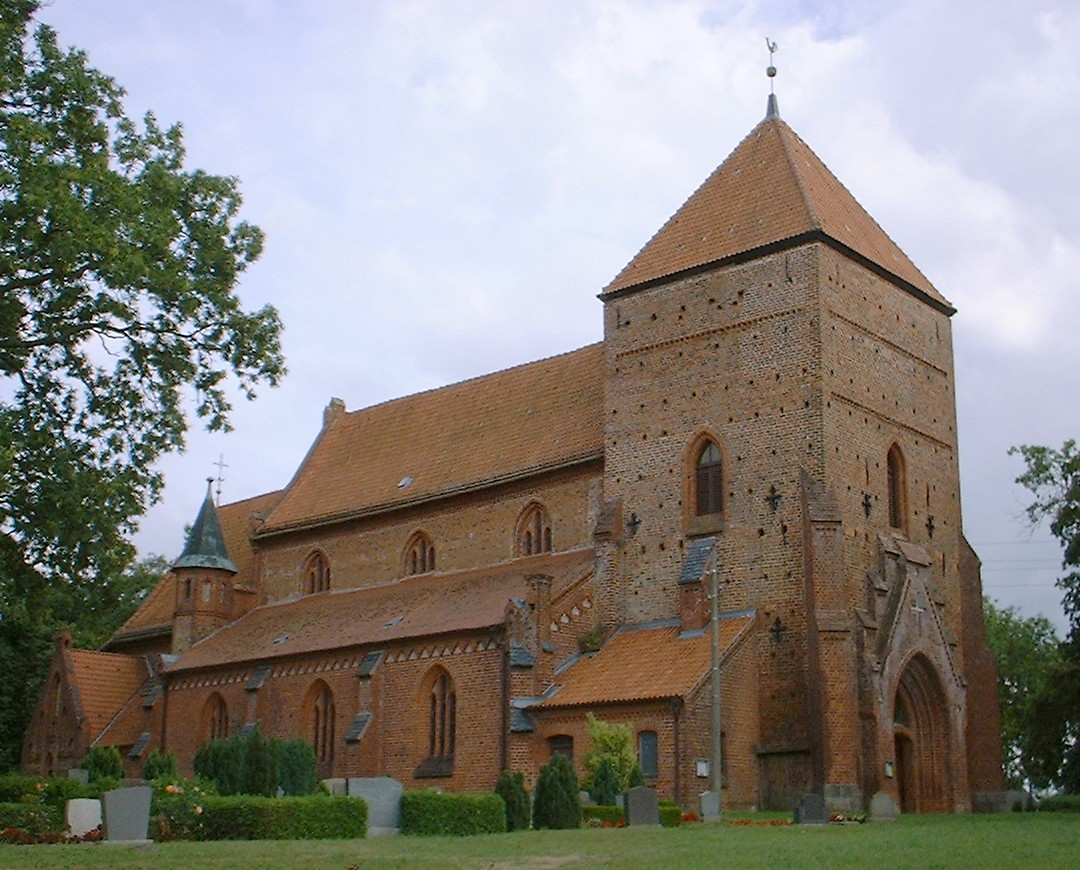
Dorfkirche in Belitz

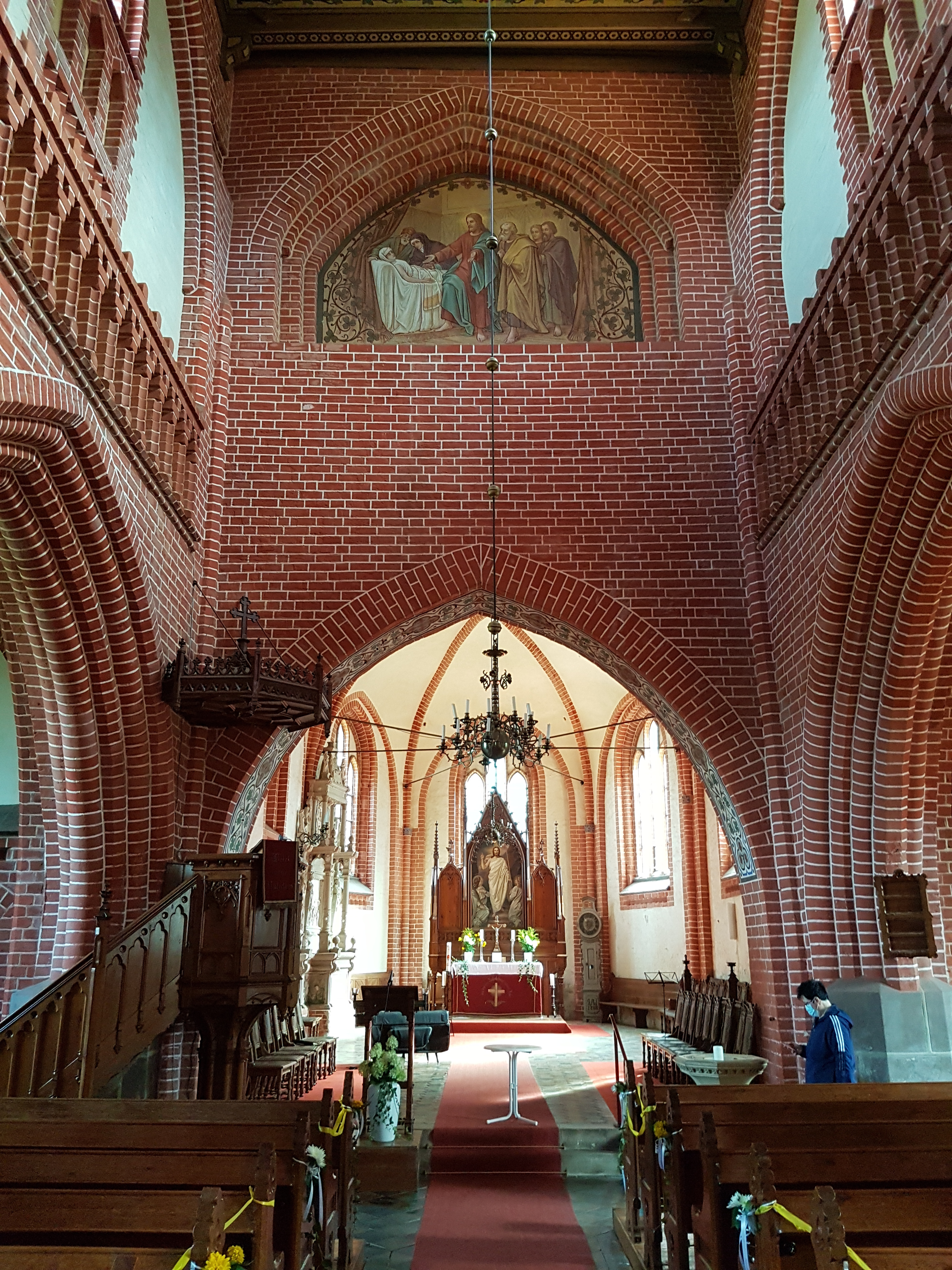
Innenansicht

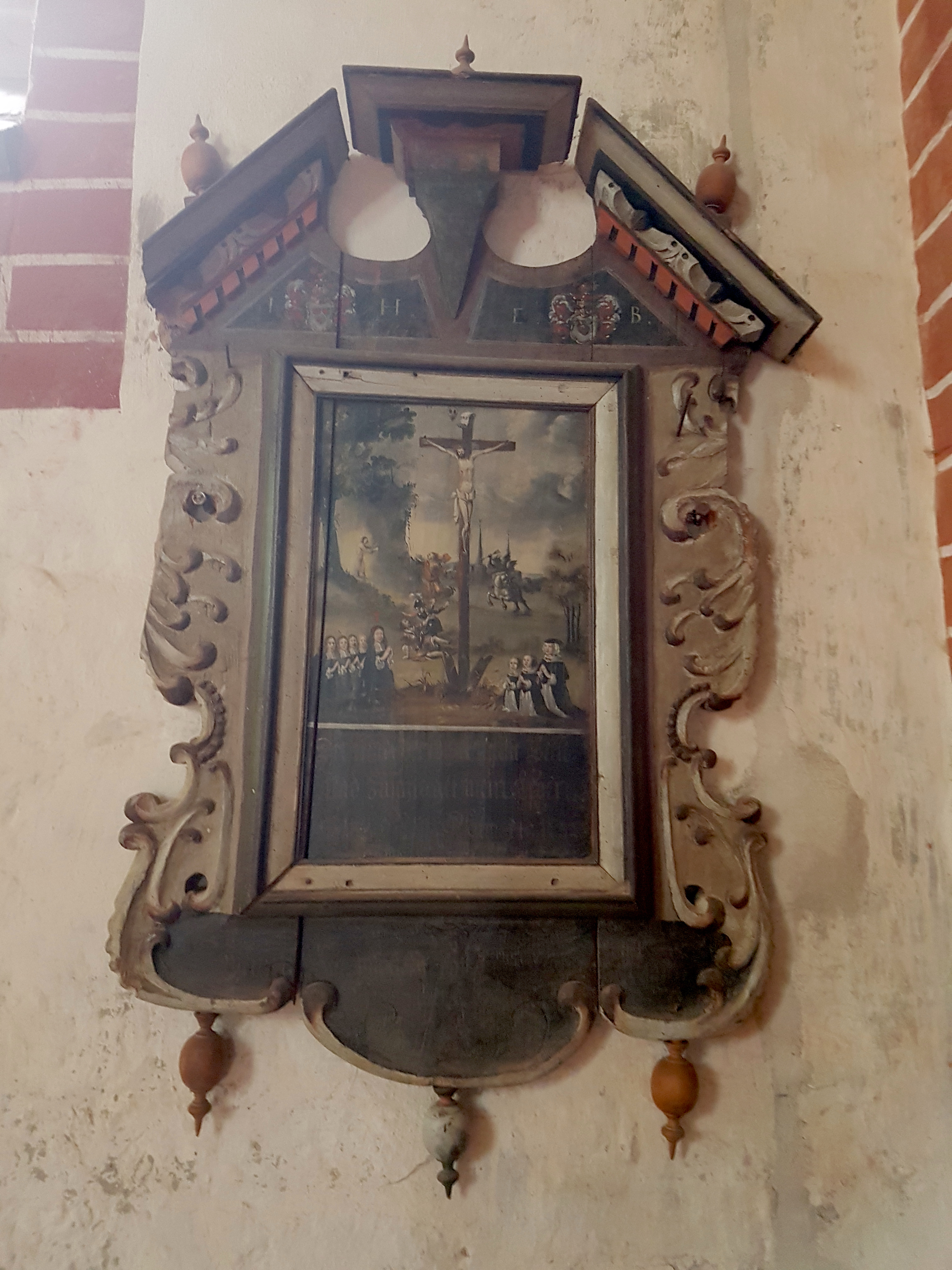
Epitaph von Stabstrompeter Jacob Hintze

Die Dorfkirche Belitz ist eine mittelalterliche Dorfkirche in Belitz, einem Ortsteil von Prebberede im Landkreis Rostock in Mecklenburg-Vorpommern. Auf dem umliegenden Friedhof liegen der Agrarreformer Johann Heinrich von Thünen und der Organist Franz Hermann Müschen begraben. Die Kirchengemeinde gehört zur Propstei Rostock im Kirchenkreis Mecklenburg der Evangelisch-Lutherischen Kirche in Norddeutschland (Nordkirche).

## Beschreibung
Die Kirche in Belitz ist eine dreischiffige, aus Backstein gemauerte Basilika. Nach Osten schließt sich ein zweijochiger, dreiseitig geschlossener Chor mit Kreuzrippengewölbe an, nach Norden eine Sakristei ebenfalls mit Kreuzrippengewölbe. Im Westen befindet sich ein quadratischer Turm. Der Hauptbau entstand ab etwa 1270, der Turm wurde im 15. Jahrhundert ergänzt und war ursprünglich höher, sein Oberteil wurde jedoch 1773 abgetragen und der Turm darauf von einem Zeltdach bedeckt. Von 1886 bis 1888 fand eine umfassende Renovierung der Kirche statt, bei der die Seitenschiffe des Gebäudes vollständig erneuert wurden und ein Kreuzrippengewölbe erhielten. Auch das von einer flachen Holzdecke überspannte Mittelschiff wurde teilweise erneuert. Seit dieser Renovierung des späten 19. Jahrhunderts weist die Kirche ihre charakteristischen neugotischen Merkmale auf. Im Westen der Kirche sind zwei übereinander befindliche Emporen eingezogen. Die untere Empore stammt von 1670. 
Weite Teile der Ausstattung der Kirche stammen aus der Zeit um die Renovierung von 1886/88, darunter neben Kanzel und Gestühl auch das Wandbild an der Ostwand des Mittelschiffs, das die Auferweckung der Tochter des Jaïrus zeigt und von Kirchenmaler Krause aus Wismar gemalt wurde, sowie die Auferstehungsszene an der Altarwand von dem Dresdener Maler Karl Christian Andreae. In der Kirche sind außerdem verschiedene historische Epitaphe und Grabplatten zu sehen, darunter ein schmuckvoll mit Alabasterreliefs verziertes Epitaph für M. Schmeker († 1596), das 1602 in der Werkstatt von Claus Midow gefertigt wurde, sowie das Epitaph für den Stabstrompeter und Krugbesitzer Jacob Hintze (ermordet 1677) mit seiner zeitgenössischen Trompete. Bei dem Instrument handelt es sich um eine original erhaltene Trompete, gefertigt von Wolff Birckholtz in Nürnberg aus dem Jahr 1650. Es befindet sich heute in einer Vitrine der Musikinstrumentenabteilung des Germanischen Nationalmuseum in Nürnberg.
Der Kirchenschatz umfasst mehrere historische Kelche, Oblatendosen und Leuchter.

## Orgel

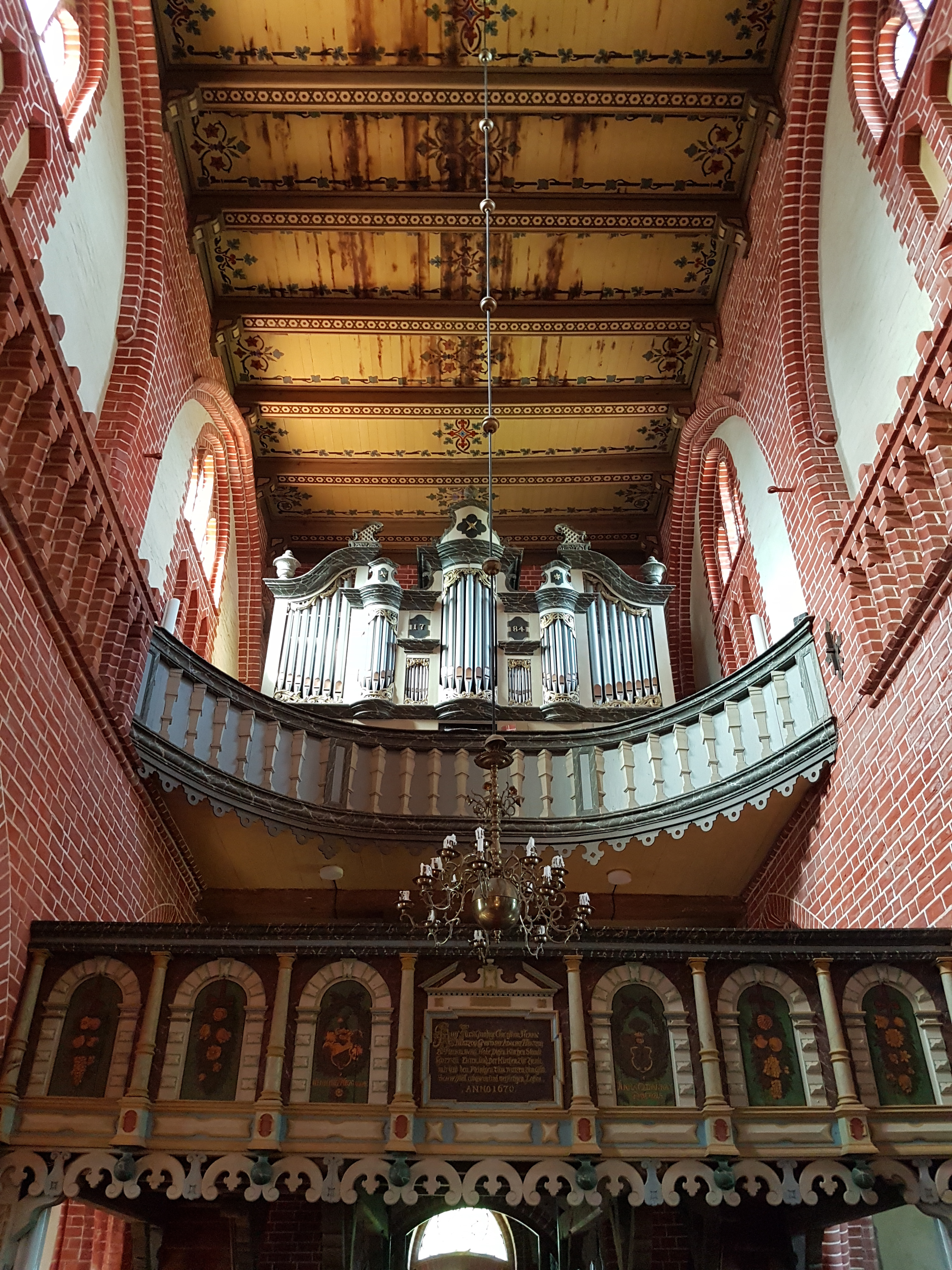
Emporen und Orgel

Auf der oberen und jüngeren Orgelempore befindet sich eine Orgel, die 1784 von Christian Heinrich Kersten als einmanualiges Werk gefertigt wurde. Kersten erweiterte das Instrument 1786 um fünf Pedalregister in den hinzugefügten Anbauten von zwei seitlichen Prospektfeldern. Die Orgel wurde 1858 durch Friedrich Wilhelm Winzer wiederum erweitert sowie 1963 durch Friedrich Löbling (Erfurt) restauriert. Bei der letzten Maßnahme wurde die Traktur der Orgel um zwei Halbtöne umgehängt. Die rein mechanische Schleifladenorgel hat heute 18 Register auf zwei Manualen und Pedal mit folgender Disposition:
| I Hauptwerk D,E–d3 |               |       |     |
| 1.                 | Bordun        | 16′   | K   |
| 2.                 | Principal     | 8′    | L/W |
| 3.                 | Gambe         | 8′    | W   |
| 4.                 | Liebl. Gedact | 8′    | W/K |
| 5.                 | Gemshorn      | 8′    | K   |
| 6.                 | Octave        | 4′    | K   |
| 7.                 | Quinte        | 2 ⁄3′ | W/K |
| 8.                 | Waldflöte     | 2′    | K   |
| 9.                 | Mixtur IV     |       | L   |

| II Oberwerk D,E–d3 |           |    |   |
| 10.                | Gedact    | 8′ | W |
| 11.                | Prinzipal | 4′ | L |
| 12.                | Rohrflöte | 4′ | L |
| 13.                | Schwiegel | 2′ | L |

| Pedal D,E–d1 |               |     |     |
| 14.          | Subbaß        | 16′ | K   |
| 15.          | Principal-Baß | 8′  | L/K |
| 16.          | Gedactbaß     | 8′  | W   |
| 17.          | Octave        | 4′  | K   |
| 18.          | Posaune       | 16′ | K   |

- Koppel: Manual-Coppel
- Nebenregister: Calcantenzug

## Glocken
Im Turm hängen drei Glocken, die noch per Hand geläutet werden:
|   | Inschrift                                                        | Masse (kg) | Material | Gussjahr |
| - | ---------------------------------------------------------------- | ---------- | -------- | -------- |
| 1 | Jesus Christus gestern und heute und derselbige auch in Ewigkeit | 2050       | Stahl    | 1956     |
| 2 | Siehe, ich komme bald!                                           | 1150       | Stahl    | 1956     |
| 3 | Ehre sei Gott in der Höhe                                        | 329        | Bronze   | 1879     |

## Umliegender Friedhof

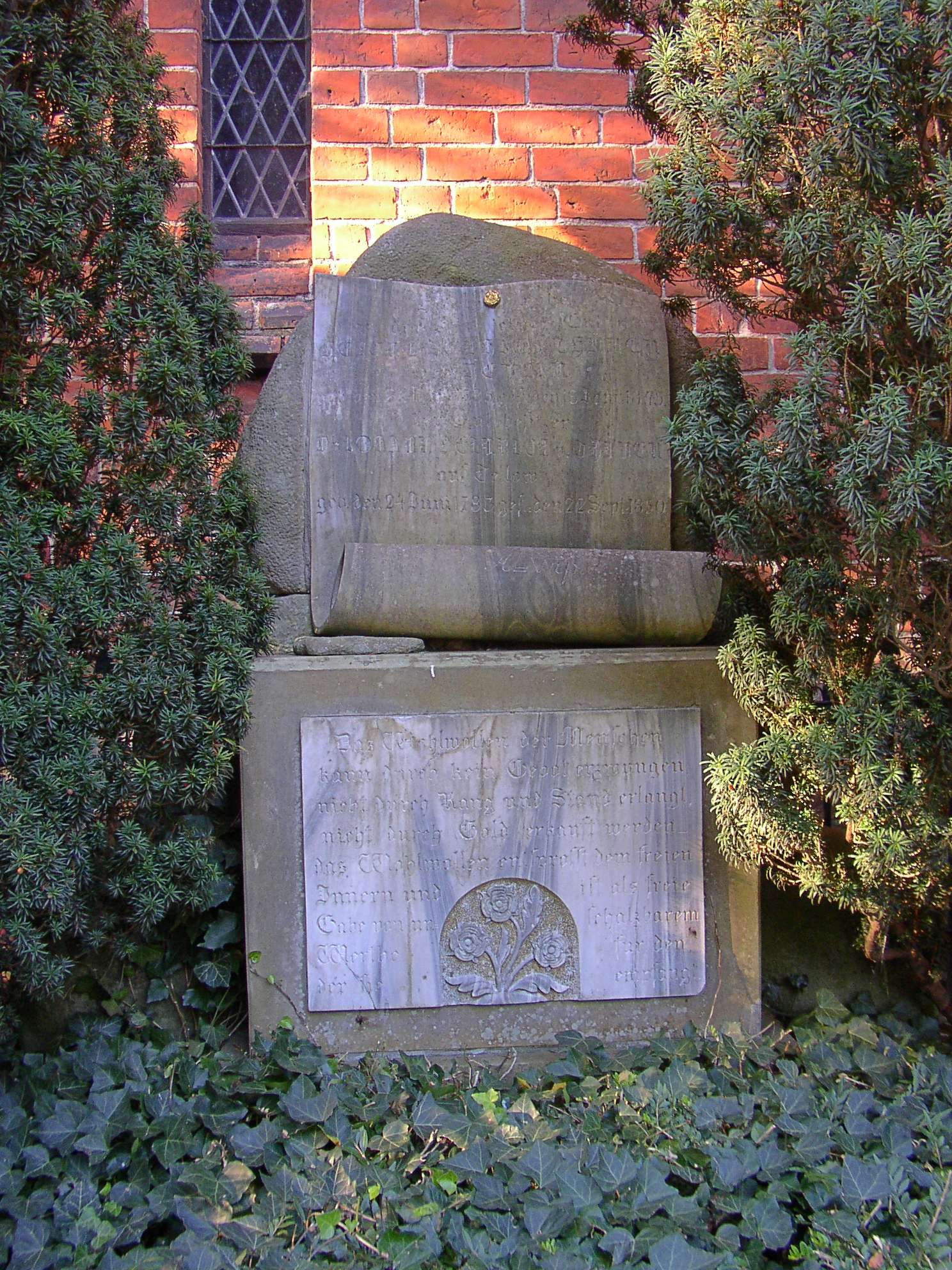
Thünens Grab

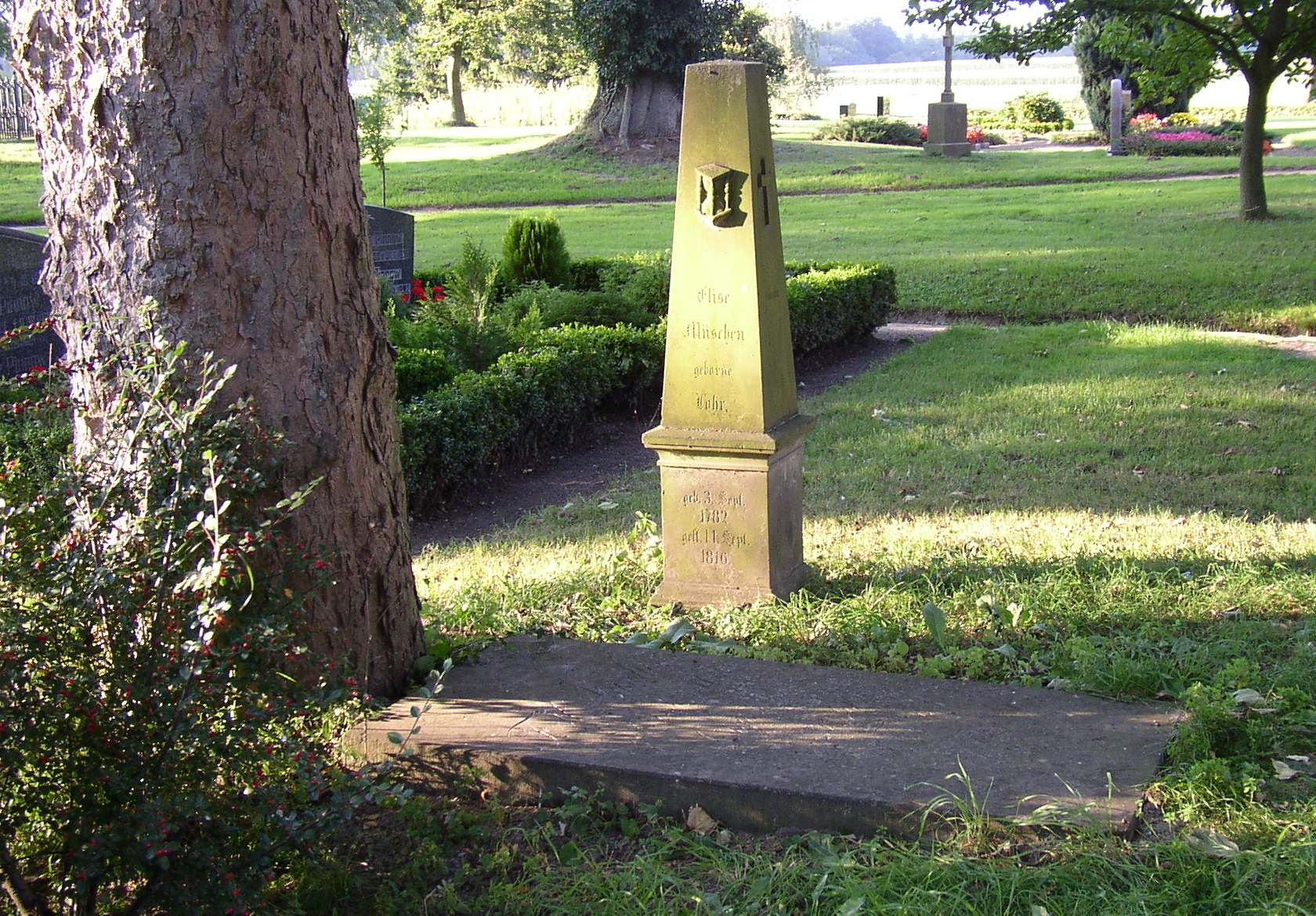
Müschens Grab

Auf dem Kirchhof in Belitz befindet sich südlich am Kirchturm der Grabstein des Agrarreformers und Sozialökonomen Johann Heinrich von Thünen: „Hier ruhet an der Seite seiner Gattin Helene Sophie von Thünen, geb. Berlin, geb. den 21. März 1785, gest. den 19. Januar 1845, der Gutsbesitzer Dr. Johann Heinrich von Thünen auf Tellow, geb. den 24. Juni 1783, gest. den 22. September 1850.“ Im Mittelteil folgt seine bekannte Formel {\displaystyle {\sqrt {a\cdot p}}}, und der untere Teil besagt: „Das Wohlwollen der Menschen kann durch kein Gebot erzwungen, nicht durch Rang und Stand erlangt, nicht durch Gold erkauft werden – das Wohlwollen entsprosst dem freien Innern und ist als freie Gabe von unschätzbarem Werte für den, der sie empfängt.“  An dem das Grab umgebende Gitter ist rechts eine Tafel für Edo Heinrich von Thünen (* 16. Juni 1808; † 17. August 1873) angebracht.
Einige Meter südwestlich des Kirchturms befindet sich die Grabplatte des Organisten und Pomologen Franz Hermann Müschen (1774–1847). Der nebenstehende Obelisk nennt Elise Müschen (* 3. September 1782; † 11. September 1816), geb. Lohr, und auf der Rückseite Betty Müschen (* 27. Juli 1784; † 17. Januar 1844), geb. Lohmann.
Außerdem gibt es dort eine umfriedete Grablege derer von Bassewitz: mit einer kleinen Steintafel für Carl Cristoph Reichsgraf von Bassewitz auf Reetz (* 26. August 1784; † 17. November 1837)  und einer Grabplatte für Henning Friedrich Reichsgraf von Bassewitz auf Prebberede (* 27. November 1680; † 1. Januar 1749) sowie einigen weiteren Namen von Bassewitz.
Ein Holzkreuz mit mahnender Inschrift markiert das Grab eines Wehrmachtsdeserteurs, der im Mai 1945 erschossen wurde.